# Last Memory
«Last Memory» — песня американского рэпера Takeoff. Она была выпущена 26 октября 2018 года в качестве ведущего сингла с его дебютного студийного альбома The Last Rocket (2018). Она была написана Takeoff и Monsta Beatz, который также спродюсировал песню.

## Композиция
C. Вернон Коулман II из XXL описывает песню с «трэповыми акцентами» и пишет, что Takeoff «все ещё флексит, как будто завтра не наступит». Takeoff читает рэп о своём успехе и «пробуждении после ночи, которую он не может вспомнить».

## Музыкальный видеоклип
Музыкальное видео было загружено 26 октября 2018 года на YouTube-канал группы Migos, в которой состоит Takeoff. В нём Takeoff оказывается в особняке, в окружении женщин и богатства, читая рэп.

## Живые выступления
20 ноября 2018 года Takeoff исполнил песню в живую на шоу The Tonight Show Starring Jimmy Fallon.

## Чарты
| Чарт (2020)                         | Высшая позиция |
| ----------------------------------- | -------------- |
| Новая Зеландия (RMNZ Hot Singles)   | 21             |
| Канада (Billboard Canadian Hot 100) | 86             |
| США (Billboard Hot 100)             | 54             |

## Сертификации
| Регион                                                                      | Сертификация | Продажи |
| --------------------------------------------------------------------------- | ------------ | ------- |
| США (RIAA)                                                                  | Золотой      | 500 000 |
| Данные о продажах + прослушиваниях приведены только на основе сертификации. |              |         |